# Аллахярли Ісмаїл Бабаяр огли
Ісмаїл Бабаяр огли Аллахярли (1905, місто Шемаха, тепер місто Шамахи, Азербайджан — ?) — азербайджанський радянський діяч, 1-й секретар Ісмаїллинського, Шемахинського та Ленкоранського районних комітетів КП Азербайджану, 1-й секретар Кіровабадського міського комітету КП(б) Азербайджану. Депутат Верховної ради Азербайджанської РСР. Депутат Верховної ради СРСР 4-го скликання.

## Життєпис
Народився в бідній селянській родині. Навчався в сільській школі, потім наймитував у заможних селян.
З 1920 року працював будівельним робітником і одночасно навчався на вечірніх освітніх курсах. З 1925 року навчався на курсах вчителів сільських шкіл Азербайджанської РСР. У 1925 році вступив до комсомолу.
У 1925—1930 роках — вчитель низки сільських шкіл Шемахинського повіту, директор школи Шемахинського району Азербайджанської РСР.
Член ВКП(б) з 1929 року.
У 1930 році закінчив заочний педагогічний технікум.
У 1930—1933 роках — інспектор, завідувач Шемахинського районного віділу народної освіти Азербайджанської РСР.
З вересня 1933 по 1936 рік — слухач Закавказької вищої партійної школи.
У 1936—1937 роках — пропагандист Шемахинського районного комітету КП(б) Азербайджану.
У 1937—1938 роках — інструктор-викладач інституту масового заочного навчання при ЦК ВКП(б) у місті Баку.
У 1938—1939 роках — директор Азербайджанського філіалу Московського заочного юридичного інституту в Баку.
У 1939—1940 роках — лектор ЦК КП(б) Азербайджану.
У грудні 1940 — січні 1945 року — 1-й секретар Ісмаїллинського районного комітету КП(б) Азербайджану.
У січні 1945 — січні 1952 року — 1-й секретар Шемахинського районного комітету КП(б) Азербайджану.
З січня по квітень 1952 року — 1-й секретар Кіровабадського міського комітету КП(б) Азербайджану.
У квітні 1952 — квітні 1953 року — секретар Гянджинського обласного комітету КП(б) Азербайджану.
У травні 1953 — січні 1954 року — заступник завідувача відділу партійних, профспілкових і комсомольських органів ЦК КП Азербайджану.
Із січня 1954 року — 1-й секретар Ленкоранського районного комітету КП Азербайджану.
Подальша доля невідома.

## Нагороди та відзнаки
- орден Леніна
- орден Трудового Червоного Прапора
- медалі